# Gavialidium crocodilum
Gavialidium crocodilum is een rechtvleugelig insect uit de familie doornsprinkhanen (Tetrigidae). De wetenschappelijke naam van deze soort is voor het eerst geldig gepubliceerd in 1862 door Saussure.